# Пасерано (Асти)
Пасерано је насеље у Италији у округу Асти, региону Пијемонт.
Према процени из 2011. у насељу је живело 133 становника. Насеље се налази на надморској висини од 291 м.